# Созань (зупинний пункт)
Соза́нь — пасажирський залізничний зупинний пункт Львівської дирекції Львівської залізниці.
Розташований у селі Бачина Старосамбірський район Львівської області на лінії Самбір — Чоп між станціями Ваньковичі (7 км) та Старий Самбір (2 км).
Станом на травень 2019 року щодня п'ять пар електропотягів прямують за напрямком Львів — Сянки.